# Royal Life Saving Society UK
Die Royal Life Saving Society UK (RLSS UK) ist die führende Wasserrettungsorganisation im Vereinigten Königreich und in Irland. Sie wurde 1891 gegründet und hat mehr als 13.000 Mitglieder und 1.400 aktive Gliederungen.

## Geschichte
Die Royal Life Saving Society UK wurde 1891 gegründet und spezialisiert sich auf das Retten von Leben am und im Wasser. Die Gruppierung hat 13.000 Mitglieder in 48 Branchen. Sie trainieren 93 % aller Bademeister und Rettungsschwimmer an Stränden im Vereinigtem Königreich und in Irland. Der Patron der Organisation ist die Queen selber.

## Leben Retten in England und Irland
In England wird Rettungsschwimmen als Sport angesehen. Es gibt 1.400 aktive Gliederungen im Vereinigten Königreich und Irland. Sie lehren Rettungsschwimmen und das Retten von Leben.

## Weblink
- Offizielle Homepage